# Idelfonso Dos Santos
Idelfonso Dos Santos (ur. 7 kwietnia 1986) – lekkoatleta z Timoru Wschodniego, sprinter i średniodystansowiec.
Podczas halowych igrzysk azjatyckich (2007) odpadł w eliminacjach w biegu na 400 metrów.
W wieku 22 lat, na mistrzostwach Azji juniorów (2008) odpadł w eliminacjach 800 metrów.

## Rekordy życiowe
- Bieg na 400 metrów (hala) – 1:00,01 (2007) rekord Timoru Wschodniego[2]